# 池田泉州银行
池田泉州銀行（日语：／ Ikeda Senshū Ginkō）是一家总部在日本大阪府大阪市的地方性银行。前身為成立于1951年的泉州銀行，於2010年和池田銀行合併。

## 關連項目
- 池田泉州控股

## 外部連結
- 池田泉州銀行 （页面存档备份，存于）